# كأس السوبر الإماراتي 2008
كأس السوبر الإماراتي 2008، هي النسخة الأولى من كأس السوبر الإماراتي، فاز في هذه النسخة فريق الأهلي بعد تغلبه على فريق الشباب بنتيجة 1-0 على ملعب النصر. أدار اللقاء الحكم محمد عمر.

فاز الأهلي باللقب بعد تغلبه على الشباب بهدف أحرزه البرازيلي سيزار في الدقيقة 111 من الشوط الإضافي الثاني من ركلة جزاء تسبب بها الحارس إسماعيل ربيع إثر عرقلته لمهاجم الأهلي البرازيلي باري.